# Almas en peligro
Almas en peligro è un film del 1952 diretto da Antonio Santillán.

## Trama
Sotto la guida di padre Fernando, due ragazzi vengono mandati in riformatorio per il loro comportamento antisociale.